# Спас Ангелов
Спас Ангелов Иванов е български революционер, деец на Вътрешната македоно-одринска революционна организация.

## Биография
Спас Ангелов е роден в 1873 година в дебърското мияшко село Битуше, тогава в Османската империя, днес в Северна Македония. Влиза във ВМОРО и през май 1903 година се включва в София в четата на Максим Ненов. Участва в сражението при Чавките в планината Голак на 29 май, в което загива войводата. След това Ангелов постъпва при войводата Янаки Янев и с него участва в Илинденско-Преображенското въстание през лятото на 1903 година. Сражава се при обсадата на Кичево в местността Извор. Взима участие и в сражението в местността Ядово над Селце, където е ранен.
В 1909 година емигрира в Свободна България със семейството си и се установява в Пловдив, където се занимава с предприемачество. При избухването на Балканската война в 1912 година, на 15 октомври постъпва доброволец в Нестроевата рота на Македоно-одринското опълчение и служи в 10-а прилепска дружина. Ангелов е знаменосец на дружината и е награден с орден „За храброст“ IV степен. Взима участие и в Първата световна война (1915 – 1918) с Българската армия.
На 6 март 1943 година, като жител на Пловдив, подава молба за българска народна пенсия, която е одобрена и пенсията е отпусната от Министерския съвет на Царство България.